# Gotta Be Somebody
Gotta Be Somebody è un singolo del gruppo musicale canadese Nickelback, pubblicato il 29 settembre 2008.

## Descrizione
Il brano, estratto dal sesto album di inediti del gruppo, Dark Horse è stato scritto dal quartetto e prodotto da Robert Lange.
Il singolo, contenente anche il b-side Saturday Night's Alright (For Fighting), cover di un brano di Elton John, ha riscosso un buon successo in tutto il mondo, raggiungendo ottime posizioni in classifica in Canada, Svezia e Germania.
Del singolo esiste una cover del cantante pop britannico Shayne Ward del 2010.

## Curiosità
Da questo singolo si è ispirato moltissimo il brano Blue Dragon (2008, RTI Music), scritto da Alessandra Valeri Manera, composto e scritto da Max Longhi e Giorgio Vanni e cantato da Cristina D'Avena, che è stato utilizzato come sigla italiana per la serie animata Blue Dragon.
Per tale motivo il brano ha avuto molti avvisi di plagio da parte degli autori originali.

## Tracce
CD-Single (Roadrunner RR 3833-2 / EAN 0016861383329)
CD-Maxi (Roadrunner RR 3833-2 / EAN 0016861383329)
1. Gotta Be Somebody - 4:11 (Chad Kroeger, Nickelback)
2. Saturday Night's Alright (For Fighting) - 3:25 (Elton John, Bernie Taupin)

## Formazione
- Chad Kroeger – voce, chitarra solista
- Ryan Peake – chitarra ritmica, cori
- Mike Kroeger – basso
- Daniel Adair – batteria, seconda voce

## Classifiche
| Paese            | Posizione raggiunta |
| ---------------- | ------------------- |
| Canada           | 4                   |
| Germania         | 6                   |
| Svezia           | 6                   |
| Austria          | 10                  |
| Stati Uniti      | 10                  |
| Australia        | 14                  |
| Paesi Bassi      | 14                  |
| Svizzera         | 19                  |
| Regno Unito      | 20                  |
| Nuova Zelanda    | 24                  |
| Belgio (Fiandre) | 46                  |